# Gelasi II de Cesarea
Gelasi II de Cesarea (Gelasius) fou bisbe de Cesarea de Palestina. Era fill d'una germana de Ciril de Jerusalem, per influència del qual fou nomenat bisbe de Cesarea vers el 367 a tot tardar. A petició de Ciril va escriure una història eclesiàstica que esmenta Foci I de Constantinoble que assenyala el Γροοίμιον εἰς τὰ μετὰ τὴν ἐκκλησιαστικὴν ἱστορίαν Εὐσεβίου τοῦ Παμφίλου, prefaci de la continuació de la història eclesiàstica d'Eusebi Pàmfil. Foci sembla que només va llegir el prefaci i no tot el llibre. Fabricius diu que Gelasi va morir el 394 però no dona l'origen d'aquesta informació. Altres escrits de Gelasi són esmentats però no és clar si corresponen a aquest bisbe o a altres autors: 
- 1. Exposició del Credo
- 2. Τῆς δεσποτικῆς Ἐπιφανείας Πανήγυρις, o Εὶς τὰ Ἐπιφάνια Λόγος, (homilia sobre l'epifania)
- 3. Practica stoixei/esis secundum Ecclesiam.